# هورنی پاسکا
هورنی پاسکا (به چکی: Horní Paseka) یک منطقهٔ مسکونی در جمهوری چک است که در ناحیه هاولیتشکوف برود واقع شده‌است. هورنی پاسکا ۹٫۳۴ کیلومتر مربع مساحت و ۶۸ نفر جمعیت دارد و ۵۹۶ متر بالاتر از سطح دریا واقع شده‌است.